# Saint-Usage (Côte-d’Or)
Saint-Usage település Franciaországban, Côte-d’Or megyében. Lakosainak száma 1330 fő (2022. január 1.). Saint-Usage Échenon, Pagny-le-Château, Esbarres, Brazey-en-Plaine, Losne, Montot, Saint-Jean-de-Losne, Saint-Symphorien-sur-Saône és Trouhans községekkel határos.

## Népesség
A település népessége az elmúlt években az alábbi módon változott:
| Lakosok száma | 1020 | 1086 | 1007 | 1068 | 1293 | 1343 | 1345 | 1344 | 1332 | 1330 |
|               | 1968 | 1982 | 1990 | 2006 | 2013 | 2015 | 2017 | 2019 | 2020 | 2022 |